# Trichogaster leerii
El gurami perla (Trichogaster leeri) es una especie de pez perciforme laberíntido de la familia Osphronemidae con cuerpo aplanado y alargado, de una hermosa coloración y dotado de una gran resistencia, lo que le permite alcanzar una edad de hasta 8 años. Se lo utiliza como pez de acuario.

## Distribución y hábitat
Procede de ríos de aguas tranquilas y densamente pobladas de plantas, de Tailandia, Malasia, Borneo y Sumatra. Se halla en cursos de agua con pH ácido.

## Descripción
Llega a medir 12 cm de longitud. El cuerpo es de color marrón plateado, cubierto con un patrón similar a perlas. La aleta anal prolonga la silueta del cuerpo y es común que esté casi unida a la caudal; la aleta anal es marrón rojiza y está cubierta por un mosaico de iridiscencias de color mezcla de blanco con violeta azulado. La parte inferior del cuerpo es de color rojizo. Del hocico le nace una mancha marrón oscura en zig-zag, que recorre todo su costado.
Las aletas pectorales se encuentran transformadas en barbillones que utiliza como órganos sensoriales en aguas turbias. Las diferencias entre sexos son muy apreciables: el macho, además de poseer una coloración más brillante (colores más vivos y vientre rojizo), presenta las aleta anal y dorsal en punta; además, presenta la aleta anal terminada en una serie de filamentos alargados acabados en punta. La hembra presenta una coloración más apagada (coloración predominantemente amarronada y vientre blanquecino), menor tamaño y aletas anal y dorsal redondeadas.

## En el acuario
Es un pez recomendable por su resistencia y afabilidad para el mantenimiento en acuarios comunitarios.

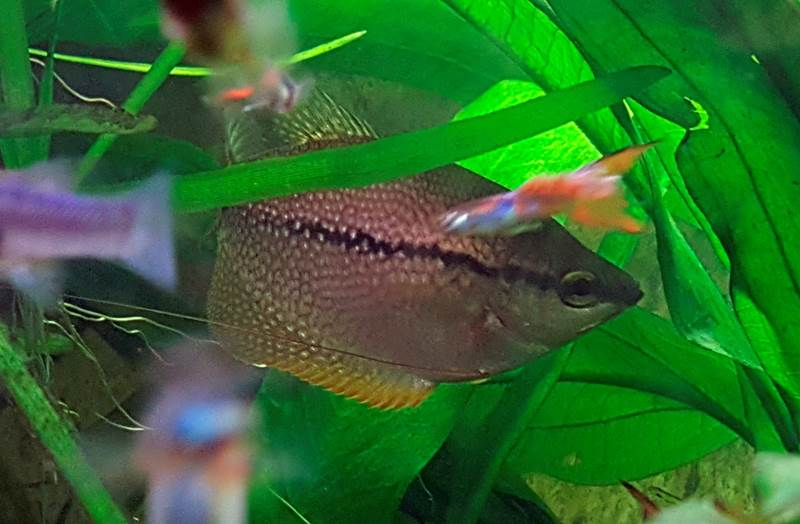
Trichogaster leerii

### Requerimientos
Se necesita un tanque con un volumen de 60 litros como mínimo para una pareja de guramis perla, a pesar de que un mayor volumen sería aconsejable. 
Es una especie algo tímida y pacífica que convive cómodamente con miembros de su misma especie y otros peces, es ideal para acuarios cumunitarios; no obstante, la presencia de dos machos adultos puede crear peleas muy a menudo. Por otro lado, no conviene asociarlo con cíclidos de carácter territorial y belicoso, debido a que perderá los colores, tenderá a esconderse en las esquinas y tendrá problemas para alimentarse. Es un pez recomendable para el acuario comunitario y el acuario del novato.

### Alimentación
Esta especie no presenta ningún problema de alimentación: acepta comida en hojuelas, liofilizada y vegetal, así como alimento congelado, pero se recomienda darle semanalmente alimento vivo (por ejemplo, larvas de mosquito). No se debe olvidar que la boca de este pez es relativamente pequeña.

### Reproducción
Para su reproducción es preferible acondicionar un tanque de cría de unos 50 litros, con un nivel de agua cercano a los 12 cm, abundante vegetación y fondo oscurecido. La atmósfera sobre la superficie del agua habrá de estar saturada de humedad y preferiblemente a mayor temperatura que el agua misma. El macho construye un nido de burbujas entre las plantas, que será protegido con celo tras el desove. El macho deberá mantenerse separado de la hembra llena de huevos hasta el apareamiento. A pesar de la separación los peces deberán verse. La puesta es muy numerosa y tras la misma habrá de retirase a la hembra. Los alevines nacen al cabo de 2 días y permanecerán en el nido hasta 4 días más, momento en el que conviene retirar al macho. Los alevines, una vez abandonado el nido, deberán ser alimentados con infusorios y, más tarde, con nauplios de Artemia. El periodo más crítico para su desarrollo es el de formación del órgano denominado laberinto.